# Уходящие из Омеласа
«Уходящие из Омеласа» (англ. The Ones Who Walk Away from Omelas, в других переводах — Те, кто уходит из Омеласа, Те, кто покидает Омелас) — рассказ-притча Урсулы К. Ле Гуин.

## Название
По словам самой Ле Гуин, название города, произносящееся как «OH-meh-lahss», навеяно было ей надписью на дорожном знаке «Салем, Орегон» (англ. Salem, Oregon), увиденной и прочитанной задом наперёд в зеркале автомобиля.

## Тема
Автор в своем предисловии определяет произведение как психомиф, центральной идеей которого является тема «козла отпущения», под которой понимается размышление о цене, которую люди готовы платить за своё благополучное существование. Авторский подзаголовок — «вариации на тему из сочинений Уильяма Джеймса» — в большинстве русских изданий опущен, как и авторское предисловие.
«Центральная идея этого психомифа, некого «козла отпущения», — пишет Ле Гуин, — встречается в книге Достоевского «Братья Карамазовы», и некоторые с подозрением спрашивали меня, почему я отдала предпочтение Уильяму Джеймсу. Дело в том, что я не смогла перечитать Достоевского, хотя и любила его с двадцати пяти лет, и я просто позабыла, что и он использовал эту идею. Но когда я встретила её в книге Джеймса «Философ-моралист и нравственная жизнь» — это было настоящим шоком».
В эссе упомянутого Ле Гуин американского философа и психолога Уильяма Джеймса «Философ-моралист и нравственная жизнь» (англ. The Moral Philosopher and the Moral Life), впервые прочитанном и опубликованном в 1891 году, в частности, говорится:
«И если бы нам предложена была гипотеза о мире, в котором все утопии господ Фурье, Беллами и Морриса были бы превзойдены, а миллионы людей вечно оставались бы счастливыми при одном простом условии, согласно которому некоторая заблудшая душа, по причинам вне их понимания, должна проводить свою жизнь в мучениях и одиночестве, то какие чувства, кроме скепсиса и неумеренных эмоций, у нас бы это вызвало, и даже если внутри у нас возникло бы желание цепляться за подобное счастье, каким ужасным было бы осознание считать его плодом подобной сделки?»
Притча поднимает одну из вечных проблем — оправдано ли существование общества, в котором сосуществуют те, кто оказался на задворках жизни, и благополучное большинство, гордящееся порывами сострадания к ним. В таком виде данная тема уже звучала у Достоевского в романе «Братья Карамазовы» (размышления о «слезе ребёнка») и у Уильяма Джеймса в «Нравственном философе и нравственной жизни» (пассаж о «пропащей душе»).

## Сюжет
Сюжет как таковой отсутствует. Притча представляет собой описание счастливого бытия городка под названием Омелас. Благополучие этого городка каким-то мистическим образом оказалось связано с жизнью некоего ребёнка-заключённого, влачащего существование в полном одиночестве в тёмном подвале. Ни изменить жизнь этого ребёнка, ни даже просто подойти к нему с ласковым словом утешения ни один житель городка не смеет — иначе счастье для всего городка закончится. Причём все жители знают об этом ребёнке. Большинство продолжает наслаждаться жизнью, хотя воспоминания о несчастном отравляют их бытие. Они находят причины смириться с этим порядком вещей. Но есть и те, кто находит в себе силы отвергнуть его — они и есть те, кто порою навсегда покидает Омелас.

## Издания и награды
Рассказ, написанный в 1973 году, был удостоен премии «Хьюго» за лучший рассказ (1974 год), и вошёл в сборник «Двенадцать румбов ветра» (1975), а также несколько позднейших антологий. В сборниках и подборках рассказ часто относят к Хайнскому циклу, однако логически и сюжетно они не связаны.